# Sankt Andrä-Höch

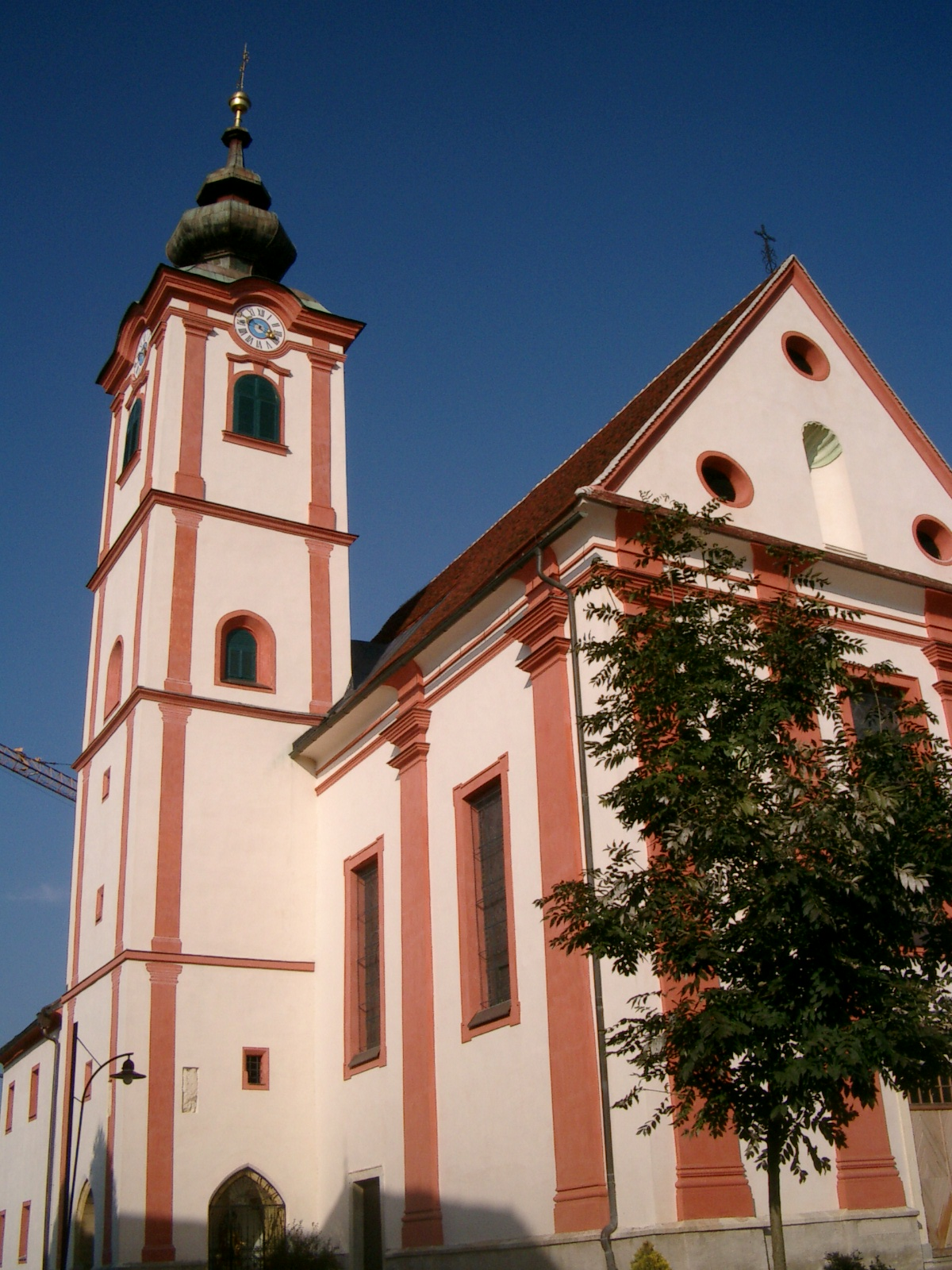
Pfarrkirche St. Andrä im Sausal

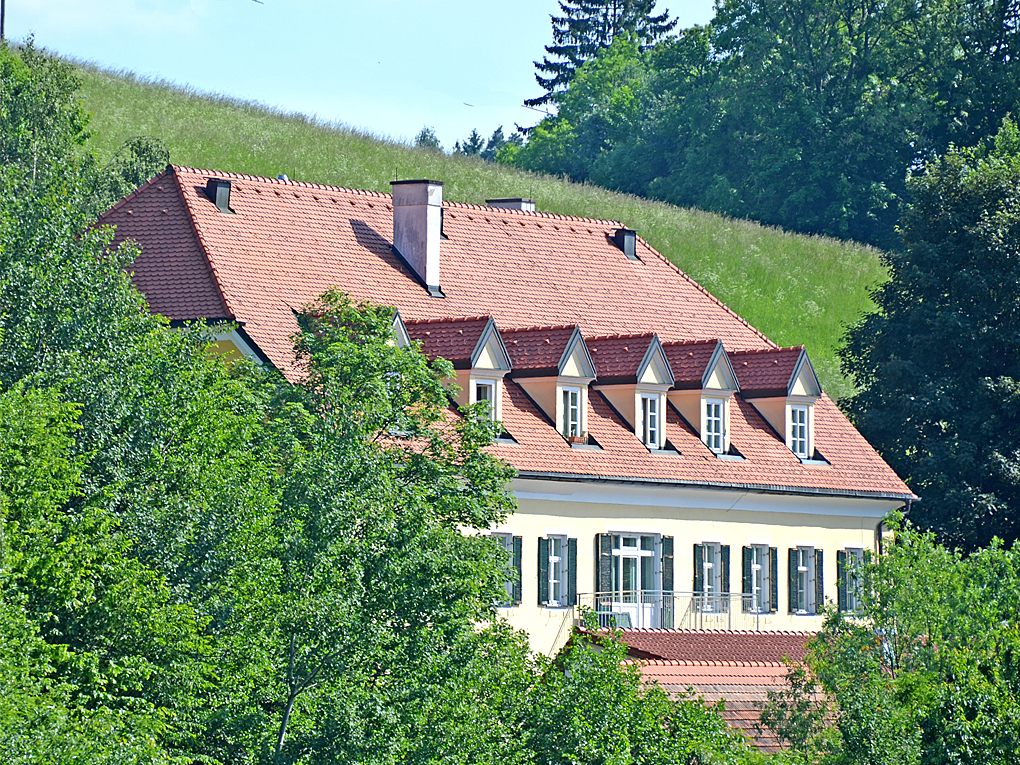
Schloss Harrachegg

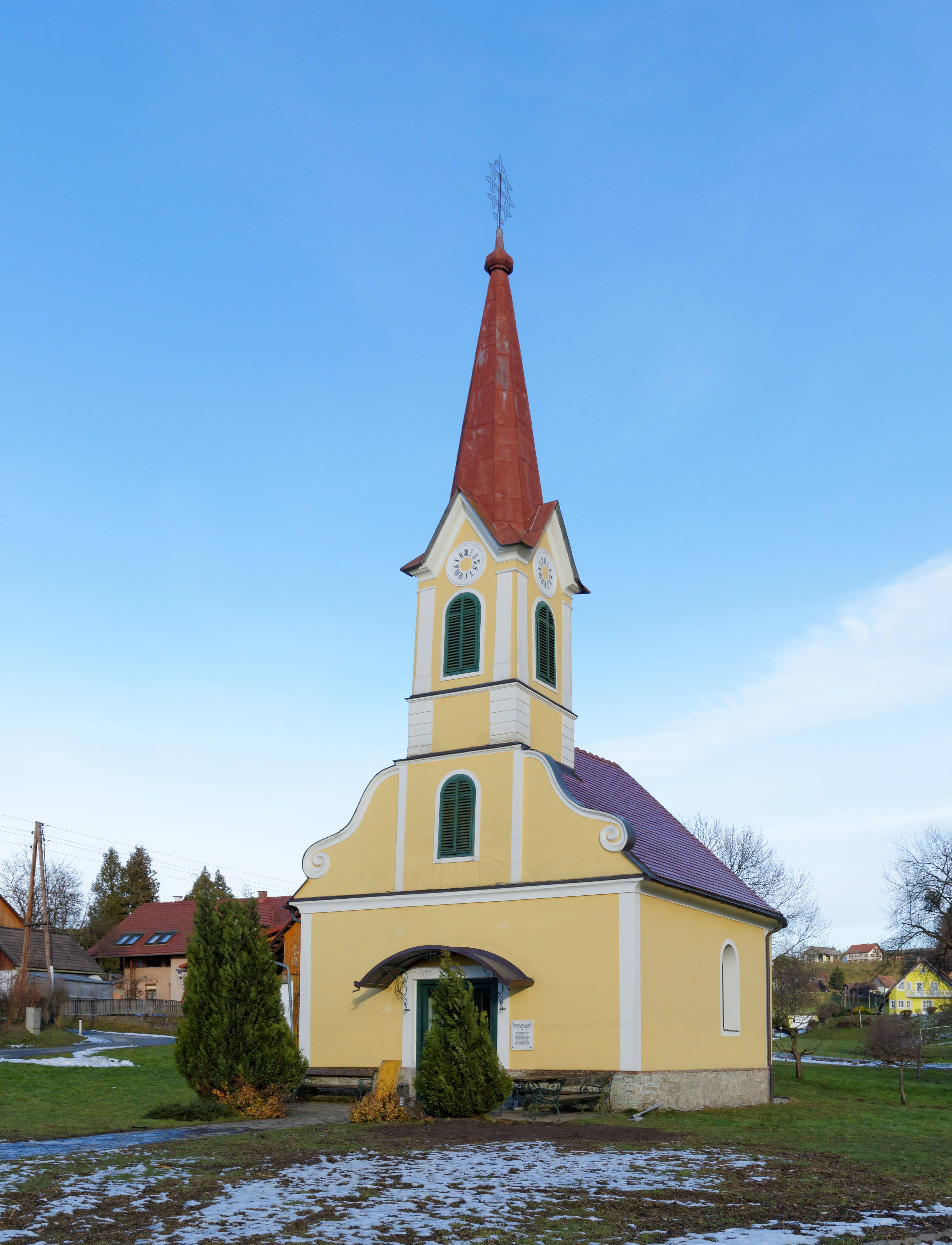
Ortskapelle Neudorf

Sankt Andrä-Höch ist eine Weinbau-Gemeinde mit 1730 Einwohnern (Stand 1. Jänner 2025) im Süd-Westen der Steiermark im Bezirk Leibnitz in Österreich.

## Geografie
Sankt Andrä-Höch liegt ca. 35 km südlich von Graz und ca. 15 km westlich der Bezirkshauptstadt Leibnitz in der Region Sausaler Weinstraße. Die Gemeinde umfasst eine Fläche von 2061 Hektar von 318 m Seehöhe bis auf den 671 m hohen Demmerkogel.

### Gemeindegliederung
Mit 1. Jänner 1969 wurden die zuvor selbständigen Gemeinden Brünngraben, Höch und Neudorf im Sausal mit Sankt Andrä im Sausal zur neuen Gemeinde Sankt Andrä-Höch vereinigt.
Die Gemeinde setzt sich seither aus folgenden acht Katastralgemeinden zusammen:
- Brünngraben (Fläche 232 ha)
- Fantsch (206 ha)
- Höch (332 ha)
- Neudorf im Sausal (299 ha)
- Reith (137 ha)
- Rettenberg (351 ha)
- Sausal-Kerschegg (146 ha) und
- St. Andrä im Sausal (358 ha)

Ortschaften sind (in Klammern Einwohnerzahl Stand 1. Jänner 2025):
- Brünngraben (93)
- Fantsch (159)
- Höch (193)
- Neudorf im Sausal (375)
- Reith (146)
- Rettenberg (250)
- Sankt Andrä im Sausal (365)
- Sausal (149)

| Katastralgemeinden | Ortschaften in der Gemeinde |
| --- | --- |
| Brünngraben (2,32 km²) Fantsch (2,06 km²) Höch (3,32 km²) Neudorf im Sausal (2,99 km²) Reith (1,37 km²) Rettenberg (3,51 km²) Sausal-Kerschegg (1,46 km²) St. Andrä im Sausal (3,58 km²) | Brünngraben (ZH) Farm (R) Fantsch (R) Höch (R) Farm (R) Kalkriegl (ZH) Krahriegl (R) Kreuzegg (ZH) Zwickl (R) Neudorf im Sausal (D) Gensenberg (R) Kleinneudorf (R) Rohrbach (ZH) Reith (R) Kleinreith (R) Trollitsch (R) Rettenberg (R) Breitriegl (R) Hemetriegl (R) Hochbrudersegg (R) Schmalegg (R) Sankt Andrä im Sausal (D) Böck (R) Erb-Hackl (R) Höfern (R) Sausal (R) Altkerschegg (R) Hochsausal (R) Neukerschegg (R) Niedersausal (R) |
| Legende | |

| In der Spalte Katastralgemeinden sind sämtliche Katastralgemeinden einer Gemeinde angeführt. In der Klammer ist die jeweilige Fläche in km² angegeben. |
| In der Spalte Ortschaften sind sämtliche von der Statistik Austria erfassten Siedlungen, die auch eine eigene Ortschaftskennziffer aufweisen, angeführt. In der Hierarchieebene derselben Spalte, rechts eingerückt, werden nur Ansiedlungen, die mindestens aus mehreren Häusern bestehen, dargestellt. Die wichtigsten der verwendeten Abkürzungen sind: - M = Hauptort der Gemeinde - Stt = Stadtteil - R = Rotte - W = Weiler - D = Dorf - ZH = Zerstreute Häuser - Sdlg = Siedlung - Hgr = Häusergruppe - E = Einzelgehöft (nur wenn sie eine eigene Ortschaftskennziffer haben) Die komplette Liste der Statistik Austria ist in: Topographische Siedlungskennzeichnung nach STAT Zu beachten ist, dass manche Orte unterschiedliche Schreibweisen haben können. So können sich Katastralgemeinden anders schreiben als gleichnamige Ortschaften bzw. Gemeinden. Quelle: Statistik Austria – |

### Nachbargemeinden
|                         | Wettmannstätten (DL)                        | Sankt Nikolai im Sausal |
| Groß Sankt Florian (DL) | Kompassrose, die auf Nachbargemeinden zeigt |                         |
|                         | Gleinstätten                                | Kitzeck im Sausal       |

## Geschichte
970 schenkte Kaiser Otto I. den Wald Sausal (Forestum susil) dem Erzbischof Friedrich von Salzburg.
977 wurden die süßen Täler (dulces valles) erstmals erwähnt, Süßentäler ist der mittelalterliche Name für das westliche Sausalhügelland, das in etwa dem heutigen Gemeindegebiet von St. Andrä-Höch entspricht.
1168 erwarb Pfarrer Konrad von St. Florian im Tauschweg vom Erzbischof Adalbert von Salzburg die Landschaft Süßentäler.
Die über sechs Jahrhunderte andauernde Zugehörigkeit des Sausal zum weststeirischen Besitztum des Salzburger Erzbistums hat also diesem Bergland einen grundlegenden Wandel seines ursprünglichen Landschaftsbildes gebracht. Diese Epoche ist mit dem 16. Jahrhundert zu Ende gegangen. 1595 schenkte Erzbischof Wolf Dietrich seine Herrschaft Leibnitz dem Seckauer Bischof Martin Brenner. Damit ist das Bistum Seckau auch zum Grundherrn des östlichen Teiles des Sausals geworden und es dann auch geblieben.

### Bevölkerungsentwicklung
| Sankt Andrä-Höch: Einwohnerzahlen von 1869 bis 2024 | Sankt Andrä-Höch: Einwohnerzahlen von 1869 bis 2024 | Sankt Andrä-Höch: Einwohnerzahlen von 1869 bis 2024 | Sankt Andrä-Höch: Einwohnerzahlen von 1869 bis 2024 | Sankt Andrä-Höch: Einwohnerzahlen von 1869 bis 2024 |
| --------------------------------------------------- | --------------------------------------------------- | --------------------------------------------------- | --------------------------------------------------- | --------------------------------------------------- |
| Jahr                                                |                                                     |                                                     |                                                     | Einwohner                                           |
| 1869                                                | 1869                                                |                                                     | 2.219                                               | 2.219                                               |
| 1880                                                | 1880                                                |                                                     | 2.159                                               | 2.159                                               |
| 1890                                                | 1890                                                |                                                     | 2.059                                               | 2.059                                               |
| 1900                                                | 1900                                                |                                                     | 1.968                                               | 1.968                                               |
| 1910                                                | 1910                                                |                                                     | 2.018                                               | 2.018                                               |
| 1923                                                | 1923                                                |                                                     | 1.990                                               | 1.990                                               |
| 1934                                                | 1934                                                |                                                     | 2.022                                               | 2.022                                               |
| 1939                                                | 1939                                                |                                                     | 1.869                                               | 1.869                                               |
| 1951                                                | 1951                                                |                                                     | 1.852                                               | 1.852                                               |
| 1961                                                | 1961                                                |                                                     | 1.779                                               | 1.779                                               |
| 1971                                                | 1971                                                |                                                     | 1.840                                               | 1.840                                               |
| 1981                                                | 1981                                                |                                                     | 1.809                                               | 1.809                                               |
| 1991                                                | 1991                                                |                                                     | 1.758                                               | 1.758                                               |
| 2001                                                | 2001                                                |                                                     | 1.817                                               | 1.817                                               |
| 2011                                                | 2011                                                |                                                     | 1.753                                               | 1.753                                               |
| 2021                                                | 2021                                                |                                                     | 1.700                                               | 1.700                                               |
| 2024                                                | 2024                                                |                                                     | 1.730                                               | 1.730                                               |
| Quelle(n): Statistik Austria, Gebietsstand 1.1.2021 |                                                     |                                                     |                                                     |                                                     |

## Kultur und Sehenswürdigkeiten
- Pfarrkirche St. Andrä im Sausal
- Sausaler Wein- und Kulturkeller im Schloss Harrachegg
- weltgrößter Klapotetz
- Aussichtswarte auf dem Demmerkogel
- Schmetterlingswiese der Österreichischen Naturschutzjugend am Demmerkogel
- Wein- und Wildlehrpfad sowie Hubertusgrotte
- zahlreiche ausgewiesene Wanderwege
- liebevoll gepflegte Kapellen und Wegkreuze
- Weinhügel, Kellerstöckl und Winzerbetriebe
- Fischteiche und Reitmöglichkeiten, wobei vor allem der Trifthanslteich für seine Kapitalen Welse und Karpfen weit über die Grenzen bekannt ist

### Vereine
In der Gemeinde sind folgende Vereine tätig:
- Freiwillige Feuerwehr
- Trachtenmusikkapelle St. Andrä i.S.
- Sausaler Singkreis
- Bauernbund
- Bund Steirischer Landjugend
- Österreichische Frauenbewegung
- Katholische Frauenbewegung Österreichs
- Sausaler Wein- und Kulturkeller, Kultur- und Freizeitverein (SWK)
- Weinbauverein
- Tourismusverein
- Pfarrkirchenrat
- Fischerei Verein Trifthanslteich
- Eisschützenverein
- Reitclub Sausalerland
- Fußballverein Moser
- Seniorenclub
- Pensionistenverband
- Österreichischer Kameradschaftsbund
- Österreichischer Kriegsopferverband

## Wirtschaft und Infrastruktur

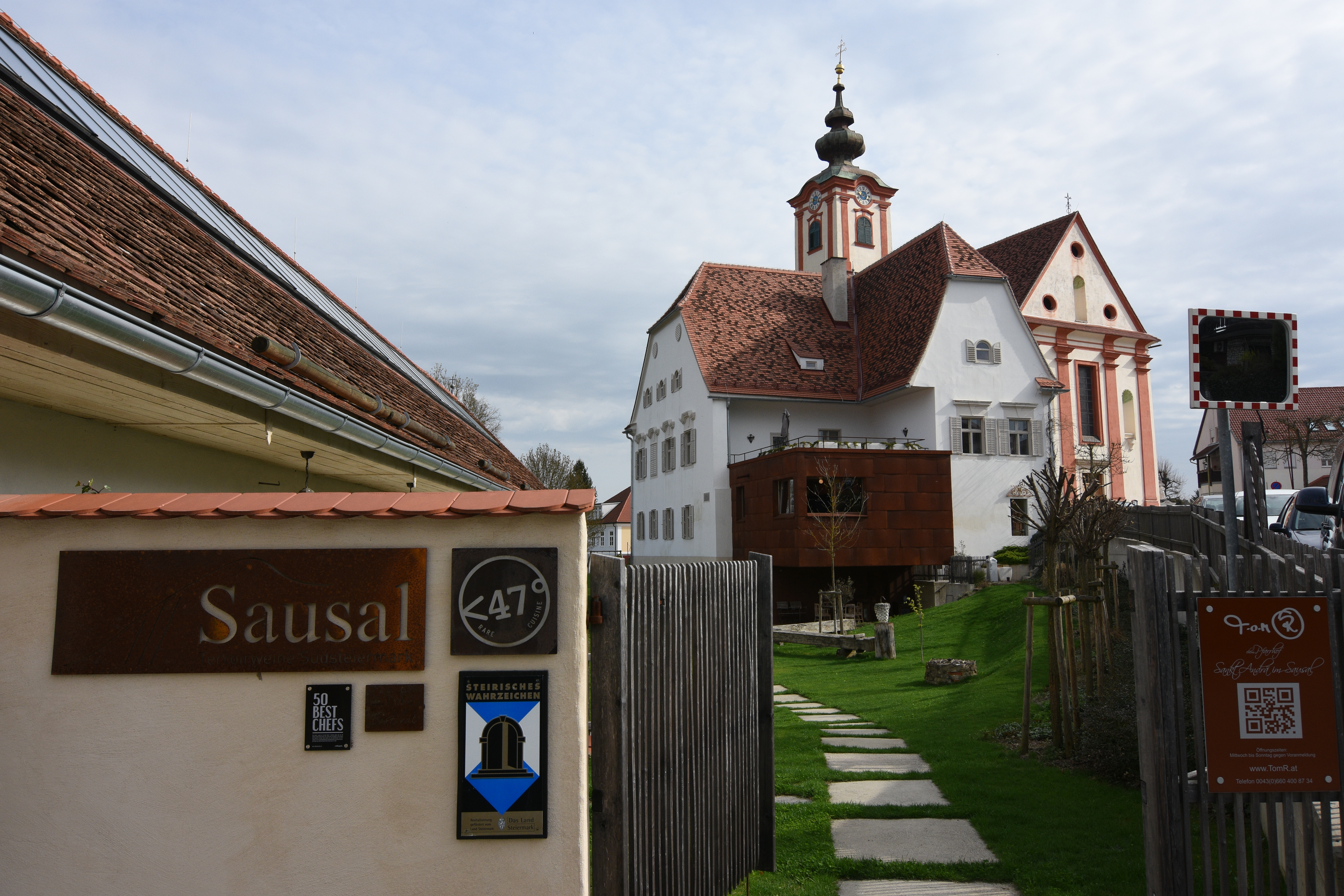
Pfarrhof St. Andrä im Sausal

Weinbau und Tourismus sind die wichtigsten wirtschaftlichen Grundlagen der Gemeinde.

### Tourismus
Die Gemeinde bildet gemeinsam mit Großklein, Heimschuh, Kitzeck im Sausal, Gleinstätten, St. Johann im Saggautal, St. Nikolai im Sausal und Tillmitsch den Tourismusverband „Sulmtal Sausal – Südsteirisches Weinland“. Dessen Sitz ist Kitzeck im Sausal.

### Bildung
- Kindergarten in Höch
- Volksschule in St. Andrä-Höch[4]

## Politik
Der Gemeinderat besteht aus 15 Mitgliedern. Nach dem Ergebnis der Gemeinderatswahl 2025 setzt sich dieser wie folgt zusammen:
- 11 Mandate ÖVP und
- 4 Mandate FPÖ.

| Partei              | 2025             | 2025             | 2025             | 2020             | 2020             | 2020             | 2015             | 2015             | 2015             | 2010             | 2010             | 2010             | 2005             | 2005             | 2005             | 2000             | 2000             | 2000             |
| Partei              | Sti.             | %                | M.               | Sti.             | %                | M.               | Sti.             | %                | M.               | Sti.             | %                | M.               | Sti.             | %                | M.               | Sti.             | %                | M.               |
| ------------------- | ---------------- | ---------------- | ---------------- | ---------------- | ---------------- | ---------------- | ---------------- | ---------------- | ---------------- | ---------------- | ---------------- | ---------------- | ---------------- | ---------------- | ---------------- | ---------------- | ---------------- | ---------------- |
| ÖVP                 | 821              | 75               | 11               | 586              | 61               | 10               | 576              | 48               | 8                | 681              | 60               | 10               | 689              | 62               | 10               | 614              | 56               | 9                |
| SPÖ                 | nicht kandidiert | nicht kandidiert | nicht kandidiert | 97               | 10               | 1                | 169              | 14               | 2                | 281              | 25               | 04               | 328              | 29               | 04               | 387              | 35               | 5                |
| FPÖ                 | 279              | 25               | 4                | 69               | 7                | 1                | 164              | 14               | 2                | 117              | 10               | 01               | 097              | 09               | 01               | 097              | 09               | 1                |
| Team St. Andrä-Höch | nicht kandidiert | nicht kandidiert | nicht kandidiert | 202              | 21               | 3                | 285              | 24               | 3                | nicht kandidiert | nicht kandidiert | nicht kandidiert | nicht kandidiert | nicht kandidiert | nicht kandidiert | nicht kandidiert | nicht kandidiert | nicht kandidiert |
| Liste Fauland       | nicht kandidiert | nicht kandidiert | nicht kandidiert | nicht kandidiert | nicht kandidiert | nicht kandidiert | nicht kandidiert | nicht kandidiert | nicht kandidiert | 065              | 06               | 0                | nicht kandidiert | nicht kandidiert | nicht kandidiert | nicht kandidiert | nicht kandidiert | nicht kandidiert |
| Wahlberechtigte     | 1.490            | 1.490            | 1.490            | 1.501            | 1.501            | 1.501            | 1.522            | 1.522            | 1.522            | 1.503            | 1.503            | 1.503            | 1.476            | 1.476            | 1.476            | 1.407            | 1.407            | 1.407            |
| Wahlbeteiligung     | 75 %             | 75 %             | 75 %             | 64 %             | 64 %             | 64 %             | 79 %             | 79 %             | 79 %             | 77 %             | 77 %             | 77 %             | 77 %             | 77 %             | 77 %             | 79 %             | 79 %             | 79 %             |

### Bürgermeister
- 1999–2024 Rudolf Stiendl (ÖVP)[6]
- seit 2024 Gerald Aldrian (ÖVP)[7]

### Wappen
Die Verleihung des Gemeindewappens erfolgte mit Wirkung vom 1. August 1994.
Wappenbeschreibung: „In Grün ein mit rotem Faden innen bordiertes silbernes Andreaskreuz, aus den Schildrändern in die Felder silbern je eine belaubte Weintraube wachsend.“

## Persönlichkeiten

### Ehrenbürger
- Friedrich Treschmitzer († 2019), Bürgermeister von St. Andrä-Höch 1969–1984

### Söhne und Töchter der Gemeinde
- Josef Edler (* 1941), Politiker (SPÖ)
- Rudolf Karl Höfer (* 1951), römisch-katholischer Kirchenhistoriker